# Євстратівський (Волгоградська область)
Євстратівський (рос. Евстратовский) — хутір у Клетському районі Волгоградської області Російської Федерації.
Населення становить 407 осіб. Входить до складу муніципального утворення Захаровське сільське поселення.

## Історія
Хутір розташований у межах українського історичного та культурного регіону Жовтий Клин.
Згідно із законом від 14 лютого 2005 року № 1003-ОД органом місцевого самоврядування є Захаровське сільське поселення.

## Населення
1. Н/Д[2]